# Ptolemajev izrek
Ptolemajev izrèk [ptolemájev ~] je izrek iz ravninske geometrije, ki povezuje diagonali in stranice tetivnega štirikotnika, štirikotnika, ki mu očrtamo krožnico. Izrek se imenuje po Ptolemaju. Ptolemaj je s pomočjo izreka izdelal razpredelnico tetiv, trigonometrično razpredelnico, ki jo je uporabil v astronomiji.

## Definicija
Izrek pravi, da je v vsakem tetivnem štirikotniku produkt njegovih dveh diagonal enak vsoti produktov paroma nasprotnih stranic:
{\displaystyle ef=ac+bd\!\,.}
Uporabljamo ga v trigonometriji. Če je tetivni štirikotnik pravokotnik, velja Pitagorov izrek. V splošnejši obliki velja Ptolemajeva neenakost:
{\displaystyle ef\leq ac+bd\!\,.}
Enakost velja le, kadar je štirikotnik tetivni, kadar vsa njegova oglišča ležijo na eni krožnici.
Velja tudi obrat Ptolemajevega izreka: če je vsota produktov paroma nasprotnih stranic v štirikotniku enaka produktu njegovih dveh diagonal, je štirikotnik tetivni.

## Posebni primeri

### Enakostranični trikotnik
Iz Ptolemajevega izreka kot posledica sledi izrek o enakostraničnem trikotniku z očrtano krožnico.
Za dan enakostranični trikotnik in poljubno točko na očrtani krožnici je razdalja od točke do najbolj oddaljenega oglišča trikotnika enaka vsoti razdalj od točke do obeh najbližjih oglišč.
Dokaz
Sledi neposredno iz Ptolemajevega izreka:
{\displaystyle qs=ps+rs\Rightarrow q=p+r\!\,.}

### Kvadrat
Vsakemu kvadratu lahko očrtamo krožnico. Njeno središče je tudi baricenter kvadrata. Če je dolžina stranice kvadrata enaka {\displaystyle a}, je dolžina obeh diagonal po Pitagorovem izreku enaka {\displaystyle a{\sqrt {2}}}, tako da zveza očitno velja:
{\displaystyle a{\sqrt {2}}\cdot a{\sqrt {2}}=a\cdot a+a\cdot a\!\,}
{\displaystyle 2a^{2}=2a^{2}\!\,.}

### Pravokotnik
Če je štirikotnik pravokotnik z dolžinama stranic a in b ter diagonale d, se Ptolemajev izrek prevede v Pitagorov izrek. V tem primeru je središče očrtane krožnice enako presečišču diagonal. Ptolemajev izrek ima obliko:
{\displaystyle d^{2}=a^{2}+b^{2}\!\,.}
Kopernik, ki je v svojem delu iz trigonometrije veliko rabil Ptolemajev izrek, ga navaja kot 'porizem', oziroma kot očitno posledico:
Naprej je jasno (manifestum est), da lahko za dano tetivo čez lok določimo tudi tetivo čez preostanek polkrožnice.
O kroženjih nebesnih krogel: stran 37. Glej zadnji  dve vrstici te strani.
Kopernik ga niti ne imenuje »Ptolemajev izrek«, amprak preprosto kot »Theorema Secundum«.

### Pravilni petkotnik
Drug primer povezuje dolžino stranice pravilnega petkotnika a in dolžino tetiv očrtane krožnice (diagonal petkotnika) b, kjer ima Ptolemajev izrek obliko:
{\displaystyle b^{2}=a^{2}+ab\!\,,}
kar da število zlatega reza:
{\displaystyle \Phi ={\frac {b}{a}}={\frac {1+{\sqrt {5}}}{2}}\!\,.}